# Artigues, Var
Artigues är en kommun i departementet Var i regionen Provence-Alpes-Côte d'Azur i sydöstra Frankrike. Kommunen ligger i kantonen Rians som tillhör arrondissementet Brignoles. År 2022 hade Artigues 286 invånare.

## Befolkningsutveckling
Antalet invånare i kommunen Artigues
| Referens: INSEE |